# Kerpen

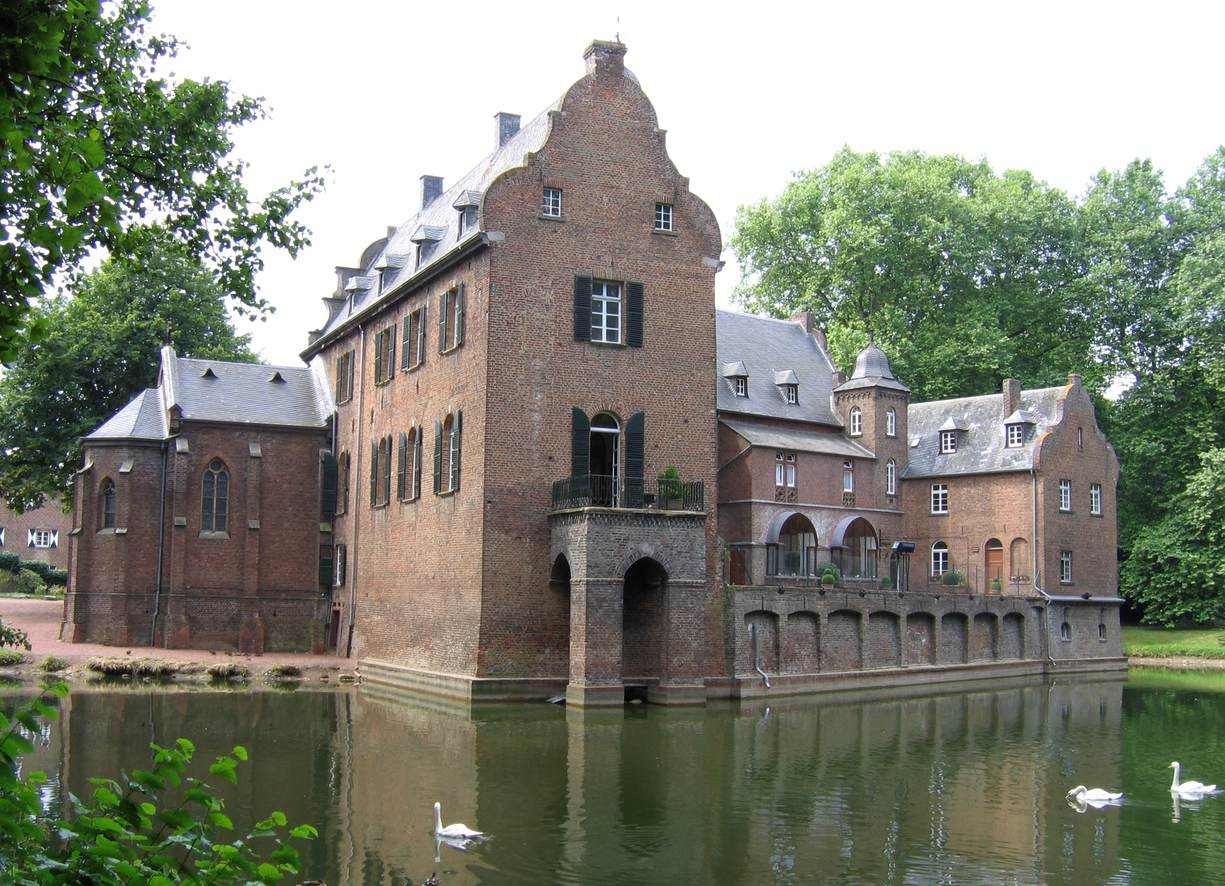
Palace Bergerhausen

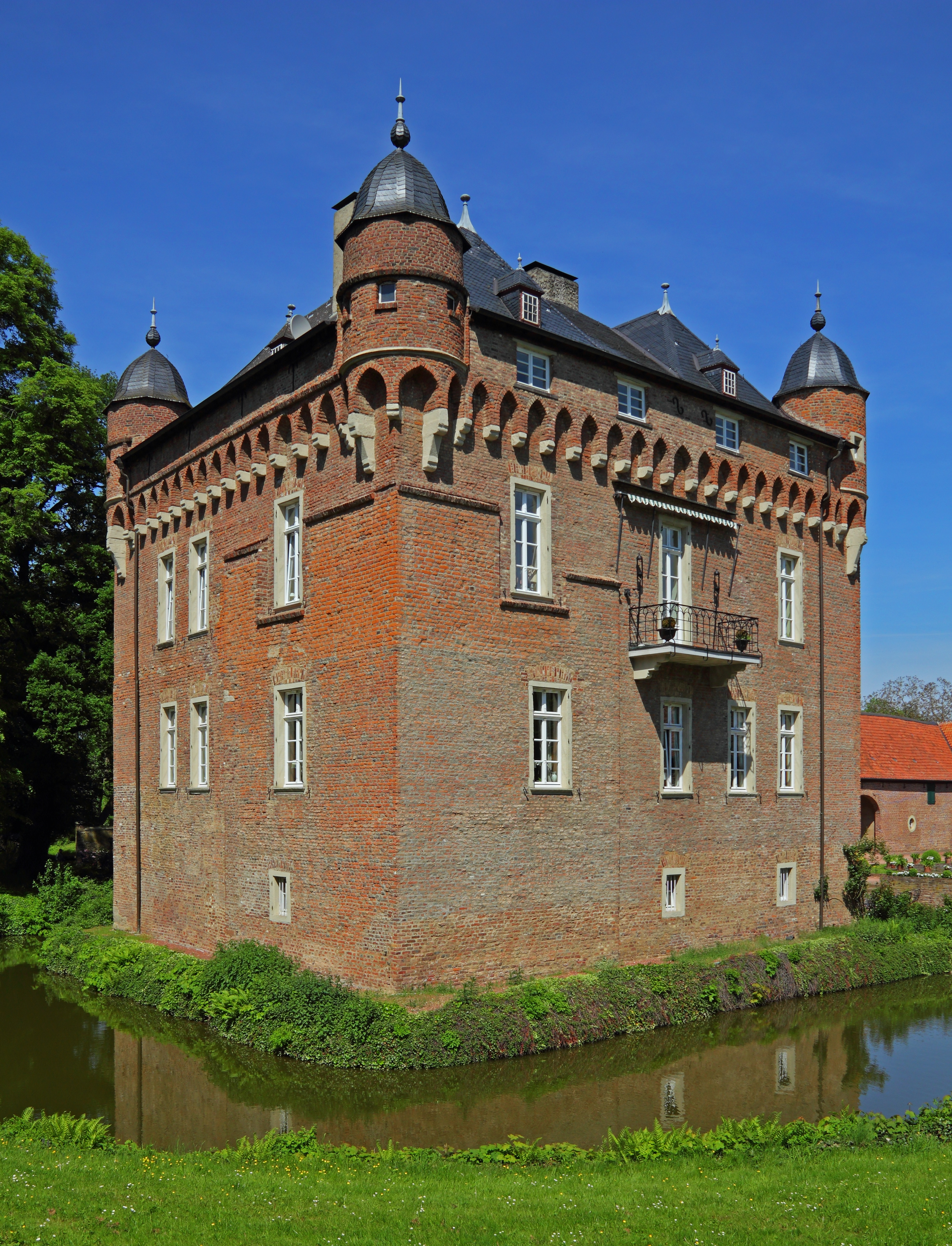
Palace Loersfeld

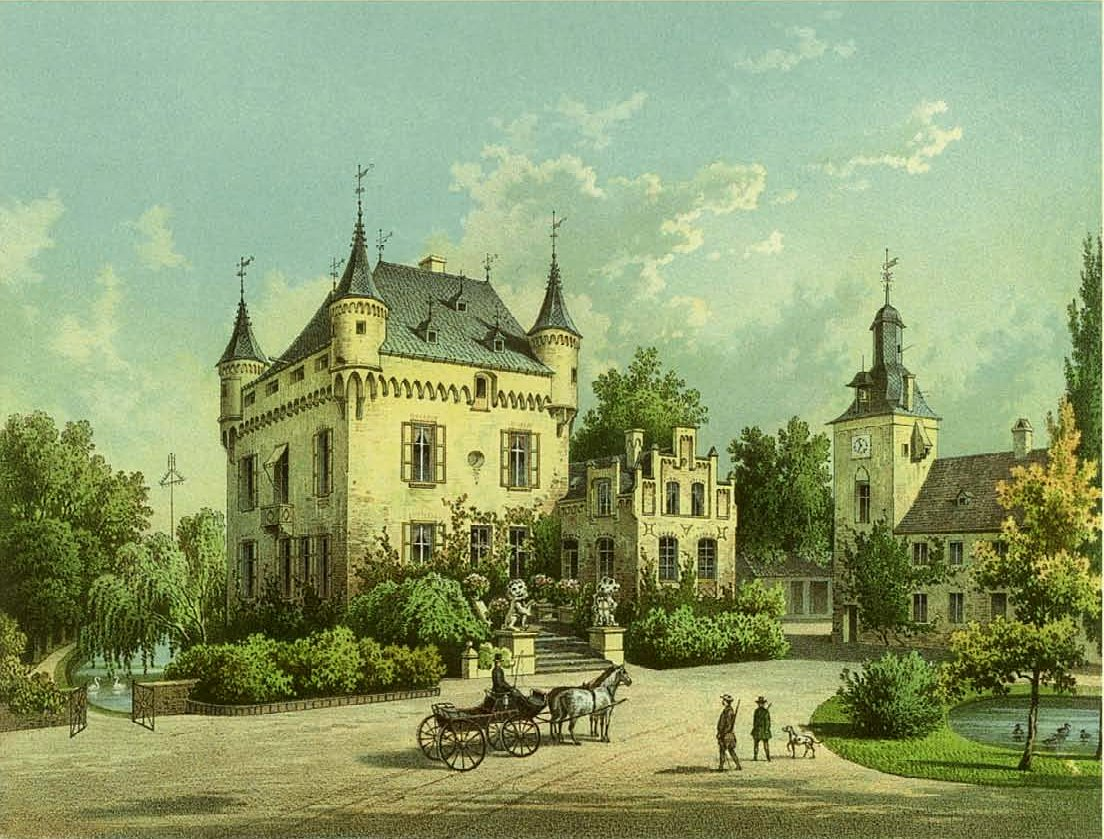
Palace Loersfeld around 1860, Edition by Alexander Duncker

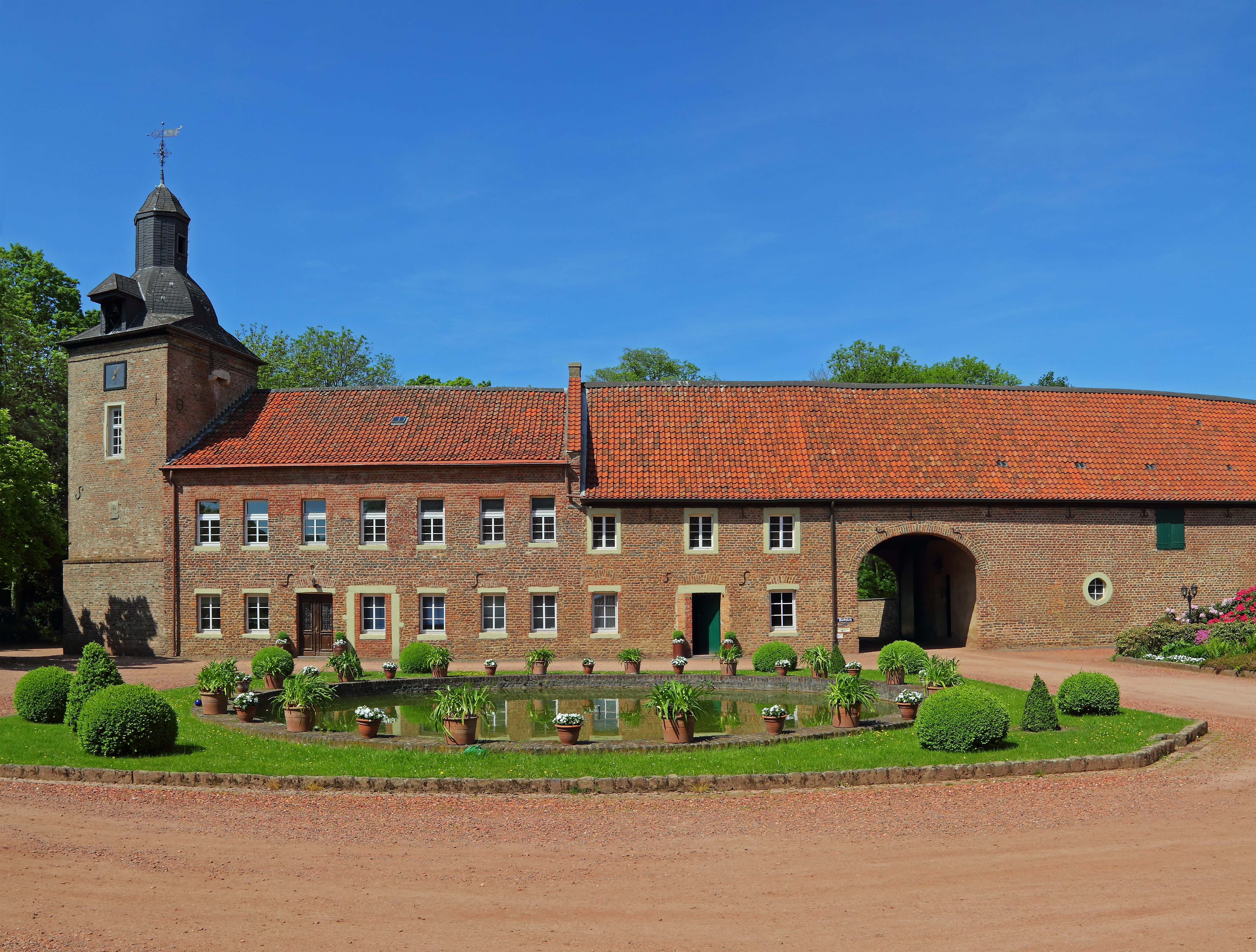
Palace Loersfeld

Kerpen è una città di 66 294 abitanti della Renania Settentrionale-Vestfalia, in Germania.
È il centro maggiore, ma non il capoluogo, del circondario (Kreis) del Reno-Erft (targa BM).
Kerpen si fregia del titolo di "Grande città di circondario" (Große kreisangehörige Stadt).
Per secoli fu dominio del Casato di Arenberg come parte della contea poi ducato di Arenberg.

## Storia
Kerpen venne creata nel 1975 unendo le nove città di Blatzheim, Buir, Manheim, Kerpen, Mödrath, Türnich, Brüggen, Balkhausen, Sindorf e Horrem.